# Consell de Mallorca 2019-2023
El Consell Insular de Mallorca de la desena legislatura (2019-2023) és un govern de pacte del Partit Socialista, Més per Mallorca i Podem. Anomenat "Acords de Raixa" pel lloc on es va firmar. Aquest executiu va prendre possessió dels càrrecs el 9 de juliol de 2019.

## Composició
El ple del Consell de Mallorca està format per 33 consellers, elegits per sufragi universal cada quatre anys. Les eleccions insulars del 26 de maig de 2019 varen donar el següent repartiment d'escons:
| Partit        | Vots   | %     | Consellers | Cap de llista           |
| ------------- | ------ | ----- | ---------- | ----------------------- |
| FSM-PSIB-PSOE | 89.245 | 26,52 | 10         | Catalina Cladera Crespí |
| PP            | 69.286 | 20,59 | 7          | Llorenç Galmés Verger   |
| MÉS           | 42.692 | 12,69 | 4          | Isabel Busquets Hidalgo |
| Cs            | 34.696 | 10,31 | 3          | Beatriz Camiña Pinos    |
| Unides Podem  | 31.986 | 9,51  | 3          | Aurora Ribot Lacosta    |
| El PI         | 30.746 | 9,14  | 3          | Francisca Mora Veny     |
| Vox           | 30.592 | 9,09  | 3          | Pedro Bestard Martinez  |

| PSIB-PSOE | PP | MÉS                                                                                               | Cs                                                                              | Unides Podem                                                                     | El PI                                                                       | Vox                                                                             |
| 1. Catalina Cladera Crespí 2. Andreu Alcover Ordinas 3. María Teresa Suárez Genovard 4. Javier De Juan Martín 5. Silvana González San Martín 6. Jaume Tortella Canaves 7. Lorena Oliver Far 8. Andreu Serra Martínez 9. Maria Antònia Garcias Roig 10. Javier Pascuet De La Riva | 1. Llorenç Galmés Verger 2. Antònia Roca Bellinfante 3. Jeroni Salom Munar 4. Raquel Sánchez Collados 5. Mauricio Rovira De Alós 6. Catalina Cirer Adrover 7. Pedro Rosselló Cerdá | 1. Isabel Busquets Hidalgo 2. Guillem Balboa Buika 3. Caterina Mas Bennàsar 4. Vicenç Vidal Matas | 1. Beatriz Camiña Pinos 2. Oswaldo Cifre Bordoy 3. Margalida Isabel Roig Catany | 1. Aurora Ribot Lacosta 2. Jesús Juan Jurado Seguí 3. Magdalena Gelabert Horrach | 1. Francisca Mora Veny 2. Antoni Amengual Perelló 3. Isabel Febrer Gelabert | 1. Pedro Bestard Martinez 2. Maria Cristina Macias Jaume 3. Antonio Gili Millan |

- 10 de juliol de 2019: Vicenç Vidal Matas renúncia per a ser anomenat senador autonòmic. La seva substituta fou Liniu Siquier Capó.[2]

## Consell Executiu
El Consell Executiu del Consell Insular de Mallorca és un òrgan col·legiat del govern insular integrat pel president del Consell, les vicepresidentes i tots els consellers i les conselleres executives al qual correspon l'exercici de la funció executiva en relació amb les competències del Consell Insular, sens perjudici de les atribucions conferides a altres òrgans de govern.
Els departaments del Consell Insular de Mallorca són els òrgans en què s'organitza la institució i que es corresponen amb els diferents sectors de la seva activitat administrativa. Cada departament està dirigit per un conseller executiu o una consellera executiva, a qui corresponen les seves funcions respectives.
| Presidenta: Catalina Cladera Crespí (PSIB-PSOE) |

| Departament                                                       | Titulars                               | Titulars                               |
| ----------------------------------------------------------------- | -------------------------------------- | -------------------------------------- |
| Departament                                                       | 9 de juliol de 2019                    | 12 de novembre de 2021                 |
| Vicepresidenta primera, Cultura, Patrimoni i Política Lingüística | Isabel Busquets Hidalgo (MÉS)          | Isabel Busquets Hidalgo (MÉS)          |
| Vicepresidenta segona, Sostenibilitat i Medi Ambient              | Aurora Ribot Lacosta (Unides Podem)    | Aurora Ribot Lacosta (Unides Podem)    |
| Presidència                                                       | Teresa Suárez Genovard (PSIB-PSOE)     | Javier de Juan Martín (PSIB-PSOE)      |
| Hisenda i Funció Pública                                          | Josep Lluís Colom Martínez (PSIB-PSOE) | Josep Lluís Colom Martínez (PSIB-PSOE) |
| Drets Socials                                                     | Javier de Juan Martín (PSIB-PSOE)      | Sofia Alonso Bigler (PSIB-PSOE)        |
| Territori                                                         | Maria Antònia Garcias Roig (PSIB-PSOE) | Maria Antònia Garcias Roig (PSIB-PSOE) |
| Mobilitat i Infraestructures                                      | Iván Sevillano Miguel (Unides Podem)   | Iván Sevillano Miguel (Unides Podem)   |
| Promoció Econòmica i Desenvolupament Local                        | Jaume Alzamora Riera (MÉS)             | Jaume Alzamora Riera (MÉS)             |
| Transició, Turisme i Esports                                      | Andreu Serra Martínez (PSIB-PSOE)      | Andreu Serra Martínez (PSIB-PSOE)      |

## Estructura orgànica
Per aquesta legislatura s'establí la següent estructura orgànica d'alts càrrecs:
- Departament de Cultura, Patrimoni i Política Lingüística
- Secretaria tècnica: Josep Mallol Vicens
- Direcció Insular de Cultura: Maria Pastor Gelabert
- Direcció Insular de Patrimoni: Francisca Coll Borràs
- Direcció Insular de Política Lingüística: Lluís Segura Seguí

- Departament de Sostenibilitat i Medi Ambient
- Secretaria tècnica: Mercedes Moragón Planas
- Direcció Insular de Medi Ambient: Josep Manchado Rojas (fins 24 de gener de 2022) / Inmaculada Férriz Murillo (des de 8 de març de 2022)
- Direcció Insular de Residus: Patricia Arbona Sánchez (fins 30 de juny del 2021) / Juan Cruz Carrasco Villaverde (des de agost 2021)

- Departament de Presidència
- Secretaria tècnica: Inmaculada Borràs Salas
- Direcció Insular de Coordinació i Projectes Estratègics: Margalida Amorós Bauzá
- Direcció Insular de Relacions Institucionals: Pere Cerón Provencio
- Direcció Insular de Modernització i Transparència: Martín Expósito Sacristán / Andrés Caparrós Coll (des de 31 de gener de 2021)
- Direcció Insular de Comunicació: Albert Travesset Campañà
- Direcció Insular d'Igualtat i Diversitat: Rosa Cursach Salas
- Direcció Insular de Promoció Sociocultural: Carolina Abad Pons

- Departament d'Hisenda i Funció Pública
- Secretaria tècnica: Gabriel de Hevia Aleñar / Sonia Moragues Botey (des de setembre 2020)
- Direcció Insular d'Hisenda i Pressuposts: Maria del Carmen Iglesias Manjón / Sonia Moragues Botey (des de 1 d'octubre de 2019 fins 6 de setembre de 2020) / Maria del Carmen Cuart Serra (des de setembre 2020)
- Direcció Insular de Funció Pública: Pau Morey Soler / Antonio Espases Abraham (des de setembre 2020)
- Direcció Insular d'Emergències: Francesc Alfons López Raja (fins 30 de juny del 2021) / Pedro Maximiliano Orfila Förster (des de 20 setembre 2021)
- Direcció Insular de Serveis Generals: Andrés Caparrós Coll (fins 31 de gener de 2021 en que s'elimina la direcció insular)

- Departament de Drets Socials
- Direcció Insular de Gent Gran: Sofia Alonso Bigler
  - Al gener de 2021 la direcció general passa a anomenar-se Direcció insular d'Atenció Sociosanitària: Elsa Herranz Sanz
- Direcció Insular de Persones amb Discapacitat i Innovació Social: José Manuel Portalo Prada (fins 17 de febrer de 2020) / Antonio Bauzá Juan (des de març 2020 fins a febrer 2022) / Andrés López Adarve (des de 3 de febrer de 2022)
- Direcció Insular d'Inclusió Social: Sandra Martínez Fernández (fins 25 d'agost de 2020) / Guillermo Montero Medero (des de setembre 2020)
- Direcció Insular de Infància i Família: Maria de los Ángeles Fernández Valiente
- Direcció Insular de Suport Territorial: Àngels Candel Coronado
- Direcció Insular d'Atenció Comunitària i Projectes Estratègics: Omar Lamin Abeidi (es crea la direcció insular i s'anomena director al gener-febrer de 2021)

- Departament de Territori
- Secretaria Tècnica: Eduardo Soriano Vives
- Direcció Insular de Territori i Paisatge: Miquel Vadell Balaguer
- Direcció Insular d'Urbanisme: Luís Antonio Corral Juan

- Departament de Mobilitat i Infraestructures
- Secretaria tècnica: Jaume Andreu Sabater Malondra
- Direcció Insular de Mobilitat: Gonzalo Llamas Navarro
- Direcció Insular d'Infraestructures: Olga Martínez Gras
- Direcció Insular d'Inspecció Tècnica de Vehicles i Activitats Classificades: Sergio Rajoy Jiménez

- Departament de Promoció Econòmica i Desenvolupament Local
- Secretaria tècnica: Rosa María Cañameras Bernaldo
- Direcció Insular de Cooperació Local i Caça: Jaume Tomàs Oliver
  - Al gener 2021 es reanomena la direcció a Direcció Insular de Desenvolupament Local i Caça, mantenint-se la mateixa persona.
- Direcció Insular de Promoció Econòmica i Producte Local: Joan Font Massot
  - Al gener 2021 es reanomena la direcció a Direcció Insular de Promoció Econòmica i Producte de Mallorca, mantenint-se la mateixa persona.
- Direcció Insular de Comerç i Artesania: Marta Jordà Català
- Direcció Insular de Participació i Joventut: Alejandro Segura Castelltort
- Direcció insular de Suport i Coordinació Municipal: Miquel Lluís Mestre Mestre (des de gener de 2021 que es crea la direcció insular)

- Departament de Transició, Turisme i Esports
- Secretaria tècnica: Joan Gaspar Vallori Guayta (fins a gener 2022) / Maria Bel Llinàs Pastor
- Direcció Insular de Turisme: Lucía Escribano Alés
- Direcció Insular d'Esports: Margarita Portell Sastre
- Director Insular de Transició i Ordenació Turística: Joan Gaspar Vallori Guayta (des de gener 2022)

- Altres alts càrrecs
- Vicepresident primer de l'Institut Mallorquí d'Afers Socials: Jaume Tortella Cànaves.
- Vicepresidenta segona de l'Institut Mallorquí d'Afers Socials: Magdalena Gelabert Horrach.
- President de l'Institut de l'Esport Hípic de Mallorca: Lluís Socias Abraham